# Gold Fields
Ne doit pas être confondu avec Goldfield.
Gold Fields est la première société aurifère d'Afrique du Sud, d'origine britannique, devant sa compatriote AngloGold Ashanti et la troisième au monde derrière la canadienne Barrick Gold et l'américaine Newmont Mining.
Sa filiale, la société d'études Gold Fields Mineral Services, publie tous les ans un rapport mondial sur le marché de l'or, très suivi par les industriels et les spécialistes. Dirigée depuis mai 2008 par Nick Holland, membre de la direction depuis 1998, la société est cotée à New York, Johannesbourg et Paris.

## Histoire

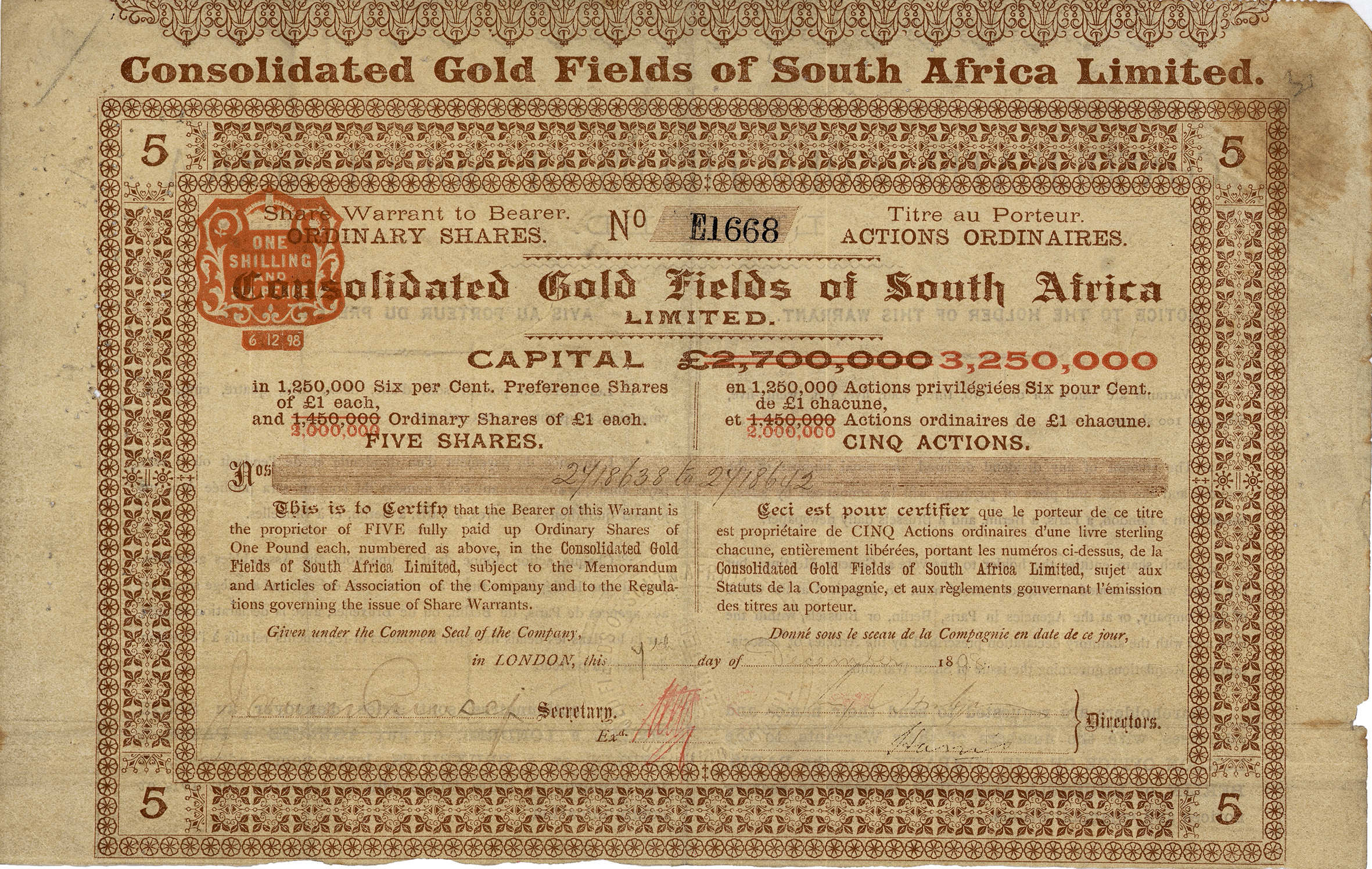
Action de la Consolidated Gold Fields of South Africa en date du 7 décembre 1898.

Nommée à ses débuts Gold Fields of South Africa en 1887, lorsqu'il est enregistré à Londres, le groupe est rebaptisé Consolidated Gold Fields en 1892, au terme du regroupement de plusieurs mines appartenant à Cecil Rhodes, futur premier ministre de la province du Cap, qui souhaite drainer les capitaux britanniques vers les lourds investissements nécessités par le développement des mines d'or.
En 1895, le marché boursier est électrisé par les bénéfices de Gold Fields, de 2,16 millions de sterling sur un capital de 1,75 million de sterling.
Plus intéressé par le diamant que l'or, Cecil Rhodes suit les conseils de l'ingénieur californien John Hays Hammond recruté six mois auparavant par son rival Barney Barnato. Il lui offre 12 000 sterling par an et suit ses conseils de se reconvertir dans l'exploration minière en grande profondeur en 1894 et 1895, stratégie qui se traduit par une montée au capital de la Robinson Deep Mine par la Consolidated Gold Fields, peu avant le Raid Jameson de décembre 1895. La Robinson Deep Mine est alors partagée avec la société Wernher, Beit & Co d'Alfred Beit, conseillé par un autre ingénieur californien expert de l'exploration en grande profondeur, Hamilton Smith.
En 1996, l'or et l'uranium représentaient 86 % du chiffre d'affaires de Gold Fields.
Au cours des années 1990, la compagnie minière a devancé sa compatriote AngloGold Ashanti, historiquement plus puissante, grâce au développement de gisements réputés exceptionnels : Driefontein la première des mines d'or d'Afrique du Sud avec une production moyenne d'environ 35 tonnes d'or par an, devant Kloof, qui produit 28,4 tonnes d'or par an et Beatrix, qui extrait 18 tonnes d'or par an.
En 2013, l'entreprise Sibanye-Stillwater basée à Johannesbourg est scindée de Gold Fields.
En août 2024, Gold Fields annonce l'acquisition d'Osisko Mining, une entreprise canadienne, pour 1,57 milliard de dollars.

### Liste des grands sites aurifères dans le monde
Les principaux sites miniers aurifères dans le monde en 2007, avec leurs propriétaires :
- mine de Grasberg (Indonésie) : 84 tonnes d'or par an (exploitée par Freeport-McMoRan)[8] ;
- mine de Yanacocha (Pérou) : 80,9 tonnes d'or par an (exploitée par Newmont Mining)[8] ;
- Goldstrike Property (Nevada) : 52,5 tonnes d'or par an (exploitée par Barrick Gold)[8] ;
- Driefontein (Afrique du Sud) : 35,7 tonnes d'or par an (exploitée par Gold Fields)[8] ;
- Kloof (Afrique du Sud) : 28,4 tonnes d'or par an (exploitée par Gold Fields)[8] ;
- Noligwa (Afrique du Sud) : 19 tonnes d'or par an (exploitée par AngloGold Ashanti)[8] ;
- Mponeng (Afrique du Sud) : 18,5 tonnes d'or par an (exploitée par AngloGold Ashanti)[8] ;
- Beatrix (Afrique du Sud) : 18 tonnes d'or par an (exploitée par Gold Fields)[8] ;
- mine de Porgera (Indonésie) : 16,8 tonnes d'or par an (exploitée par Barrick Gold)[8] ;
- Val Reefs (Afrique du Sud) (exploitée par AngloGold Ashanti)[8] ;
- Tau Tona (Afrique du Sud) : 15 tonnes d'or par an (exploitée par AngloGold Ashanti)[8] ;
- Kopanang (Afrique du Sud) : 14 tonnes d'or par an (exploitée par AngloGold Ashanti)[8] ;
- Sadiola Hills (Mali) (exploitée par AngloGold Ashanti)[8].